# 铰孔

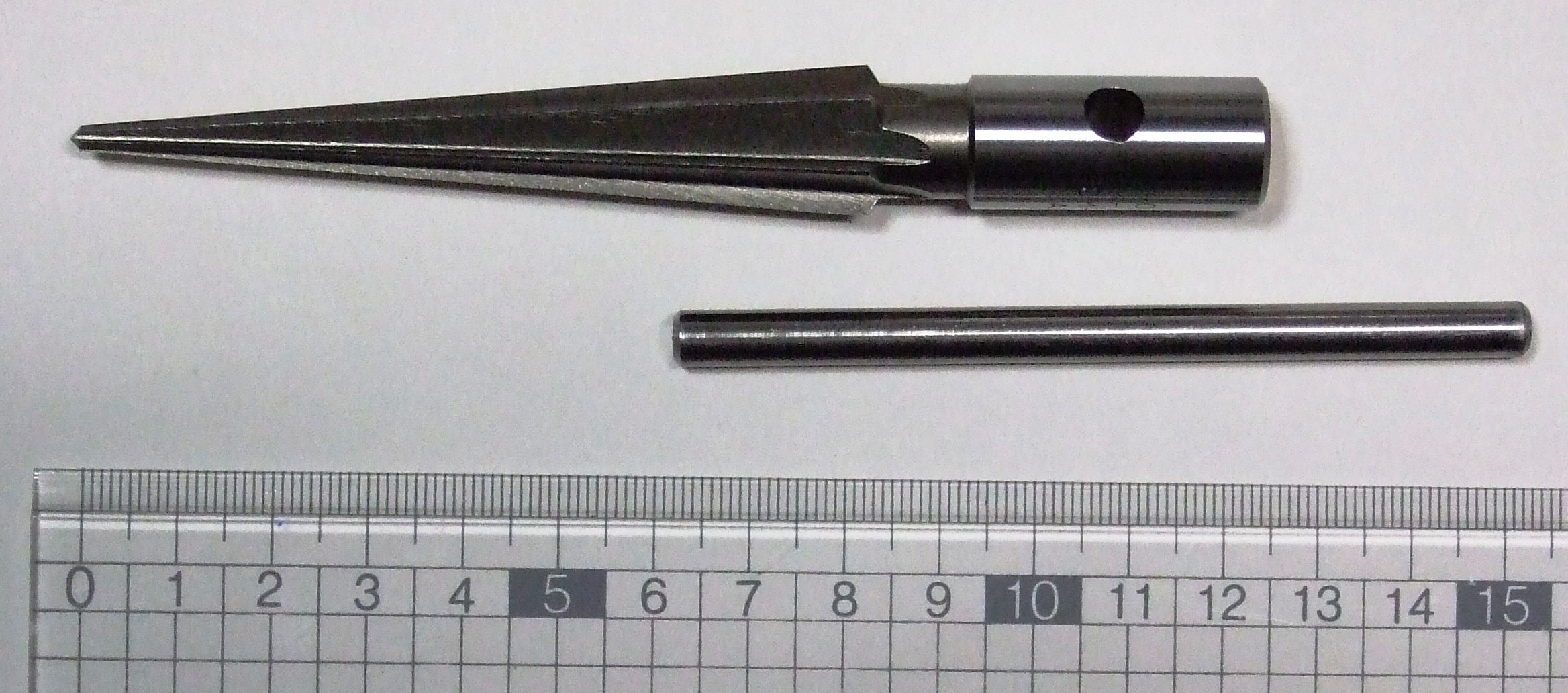
锥度铰刀

铰孔是用铰刀从工件孔壁上切除微量金属层，以提高孔的尺寸精度（IT9~IT7）和降低表面粗糙度（Ra0.8μm），一般在钻孔、扩孔或镗孔之后进行。铰刀按加工段分为手用铰刀及机用铰刀两种。手用铰刀柄部为直柄，工作部分较长，导向作用较好。铰刀不仅可加工圆形孔，也可用锥度铰刀加工锥孔。常见锥度有1:10、1:30、1:50以及锥度近似1:20的莫氏锥度铰刀。